# Ipeľské Úľany
Ipeľské Úľany (hongrois : Ipolyfödémes) est un village de Slovaquie situé dans la région de Nitra.

## Histoire
Première mention écrite du village en 1259.
La localité fut annexée par la Hongrie après le premier arbitrage de Vienne le 2 novembre 1938. En 1938, on comptait 679 habitants. Elle faisait partie du district de Šahy (hongrois : Ipolysági járás). Le nom de la localité avant la Seconde Guerre mondiale était Fedýmeš/Födémes. Durant la période 1938 - 1945, le nom hongrois Ipolyfödémes était d'usage. À la libération, la commune a été réintégrée dans la Tchécoslovaquie reconstituée.

## Démographie

### Évolution de la population
| Année:               | 1994. | 2004.    | 2014.    | 2024.   |
| -------------------- | ----- | -------- | -------- | ------- |
| Nombre de personnes: | 415   | 342      | 290      | 262     |
| Différence:          |       | -17,59 % | -15,20 % | -9,65 % |

| Année:               | 2023. | 2024.   |
| -------------------- | ----- | ------- |
| Nombre de personnes: | 263   | 262     |
| Différence:          |       | -0,38 % |